# Emil Väre
Emil Ernst Väre (28. září 1885 Kärkölä, Finsko – 31. ledna 1974 tamtéž) byl finský zápasník, reprezentant v zápase řecko-římském.
V roce 1912 na olympijských hrách ve Stockholmu a v roce 1920 na hrách v Antverpách vybojoval zlatou medaili. V roce 1911 zvítězil ve střední váze (73 kg) na mistrovství světa.